# Artabotrys pallens
Artabotrys pallens är en kirimojaväxtart som beskrevs av Suzanne Ast. Artabotrys pallens ingår i släktet Artabotrys och familjen kirimojaväxter. Inga underarter finns listade i Catalogue of Life.